# Mazières-en-Gâtine
Mazières-en-Gâtine – miejscowość i gmina we Francji, w regionie Nowa Akwitania, w departamencie Deux-Sèvres.
Według danych na rok 1990 gminę zamieszkiwały 874 osoby, a gęstość zaludnienia wynosiła 46 osób/km² (wśród 1467 gmin regionu Poitou-Charentes Mazières-en-Gâtine plasuje się na 353. miejscu pod względem liczby ludności, natomiast pod względem powierzchni na miejscu 433.).